# タイワンタイコウチ
タイワンタイコウチ（台湾太鼓打、Laccotrephes grossus）は、カメムシ目（半翅目）・タイコウチ科に分類される水生昆虫（水生カメムシ類）の一種である。

## 分布
- 日本（沖縄県八重山列島の石垣島、西表島、与那国島）、台湾、中華人民共和国、フィリピン、インドネシア、マレーシア、インド等[1]

## 特徴
タイコウチよりやや大きく、前肢の付け根付近の突起が針状ではなく、こぶ状であることで区別できる。なお、日本国内ではタイコウチとは分布域が異なり、2種がともに分布する地域はない。

## 保全状況
八重山列島では、2010年以降、個体数が急減している。石垣島では2010年頃以降目撃例がなく、与那国島では2016年を最後に生息が確認されていない。また、西表島でも2019年春以降発見されていない。
2020年3月に公表された環境省レッドリスト2020では、絶滅危惧IA類に分類されている。また、2017年の沖縄県版レッドデータブック第3版では、絶滅危惧IB類とされている。
この状況を受けて、2021年1月に国内希少野生動植物種に指定され、採集が禁止されている。
- 絶滅危惧IA類 (CR)（環境省レッドリスト）[3]

- 沖縄県版レッドデータブック - 絶滅危惧IB類（EN）[1]